# Stagno di Santa Giusta
Stagno di Santa Giusta este o arie protejată (arie specială de conservare — SAC, sit de importanță comunitară — SCI) din Italia întinsă pe o suprafață de 1.147 ha, integral pe uscat.

## Localizare
Centrul sitului Stagno di Santa Giusta este situat la coordonatele 39°51′43″N 8°34′37″E / 39.861944°N 8.576944°E.

## Înființare
Situl Stagno di Santa Giusta a fost declarat sit de importanță comunitară în septembrie 1995 pentru a proteja 31 de specii de animale. Situl a fost protejat și ca arie specială de conservare în august 2019.

## Biodiversitate
Situată în ecoregiunea mediteraneană, aria protejată conține 6 habitate naturale: Pășuni mediteraneene udate de apa mării (Juncetalia maritimi), Galerii și tufărișuri riverane sudice (Nerio-Tamaricetea și Securinegion tinctoriae), Stepe sărăturate mediteraneene (Limonietalia), Lagune de coastă, Tufărișuri halofile mediteraneene și termo-atlantice (Sarcocornetea fruticosi), Salicornia și alte specii anuale care populează regiunile mlăștinoase și nisipoase.
La baza desemnării sitului se află mai multe specii protejate:
- păsări (28): pescăruș albastru (Alcedo atthis), egretă mare (Ardea alba), stârc roșu (Ardea purpurea), stârc galben (Ardeola ralloides), rață roșie (Aythya nyroca), pasărea ogorului (Burhinus oedicnemus), prundăraș de sărătură (Charadrius alexandrinus), chirichița cu obraz alb (Chlidonias hybrida), erete de stuf (Circus aeruginosus), erete cenușiu (Circus pygargus), gușă vânătă (Cyanecula svecica), egretă mică (Egretta garzetta), pescăriță râzătoare (Gelochelidon nilotica), piciorong (Himantopus himantopus), stârc pitic (Ixobrychus minutus), Larus audouinii, Larus genei, stârc de noapte (Nycticorax nycticorax), vultur pescar (Pandion haliaetus), Phoenicopterus ruber, țigănuș (Plegadis falcinellus), ploier auriu (Pluvialis apricaria), corcodel mare (Podiceps cristatus), Porphyrio porphyrio porphyrio, ciocântors (Recurvirostra avosetta), chiră de baltă (Sterna hirundo), chiră mică (Sternula albifrons), chiră de mare (Thalasseus sandvicensis)
- nevertebrate (1): Lindenia tetraphylla
- pești (1): Aphanius fasciatus
- reptile (1): țestoasa de baltă (Emys orbicularis)

Pe lângă speciile protejate, pe teritoriul sitului au mai fost identificate 2 specii de plante, 54 de specii de păsări, 2 specii de amfibieni, 4 specii de reptile.